# Lijst van personen uit Belo Horizonte
Deze lijst van Belo-Horizontinos geeft een overzicht van "bekende" personen die geboren en/ of overleden zijn in de Braziliaanse stad Belo Horizonte.

## Geboren in Belo Horizonte

### 1900–1949

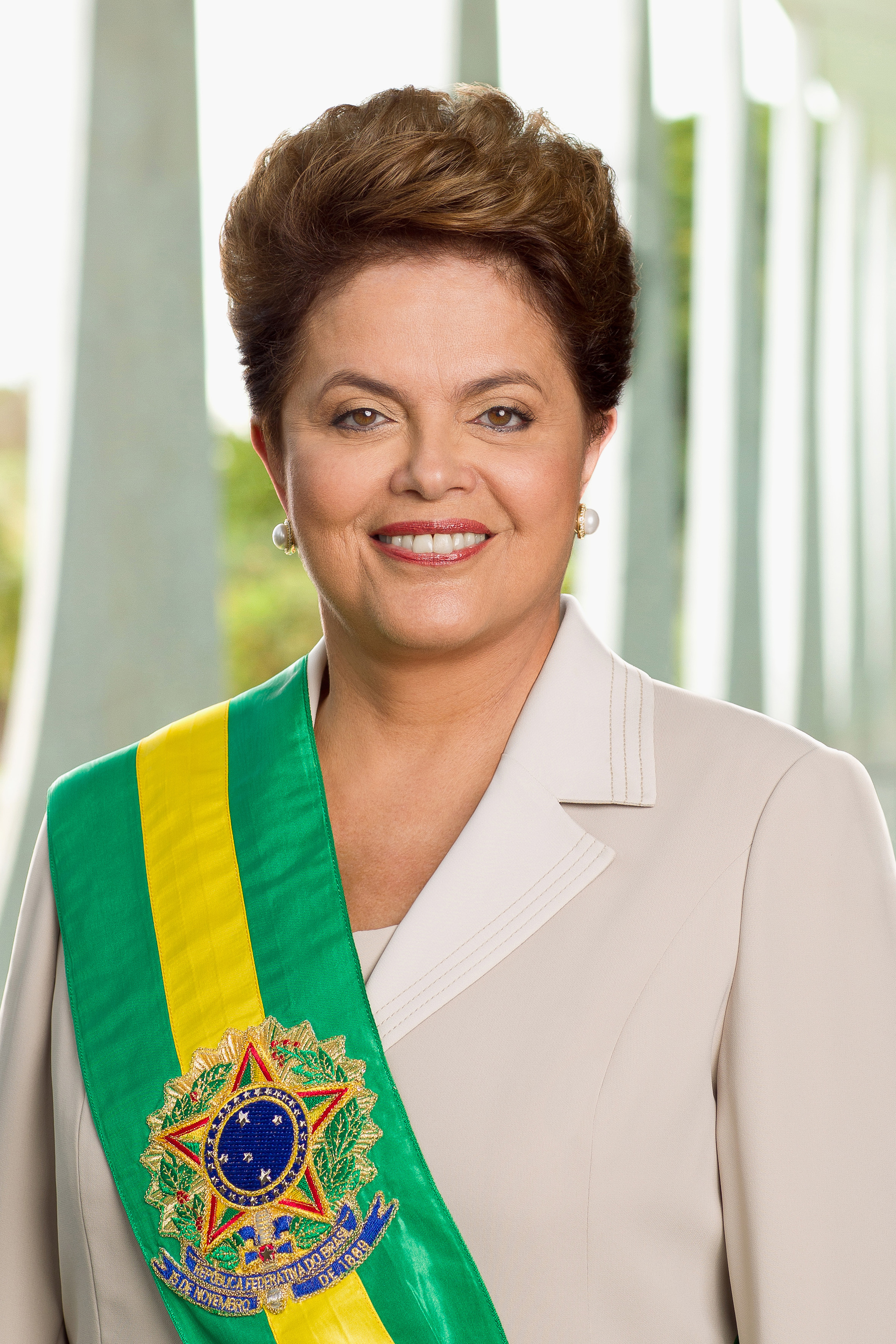
President Dilma Rousseff (1947)

- Alfredo Ceschiatti (1918-1989), beeldhouwer
- Ifigênio de Freitas Bahiense, "Geninho" (1918-1980), voetballer
- Gérson dos Santos (1922-2002), voetballer
- João Ferreira, "Bigode" (1922-2003), voetballer
- Antônio Cançado (1947-2022), internationaal rechter
- Eduardo Gonçalves de Andrade, "Tostão" (1947), voetballer
- Dilma Rousseff (1947), president van Brazilië[1]
- Alex Dias Ribeiro (1948), autocoureur

### 1950–1969

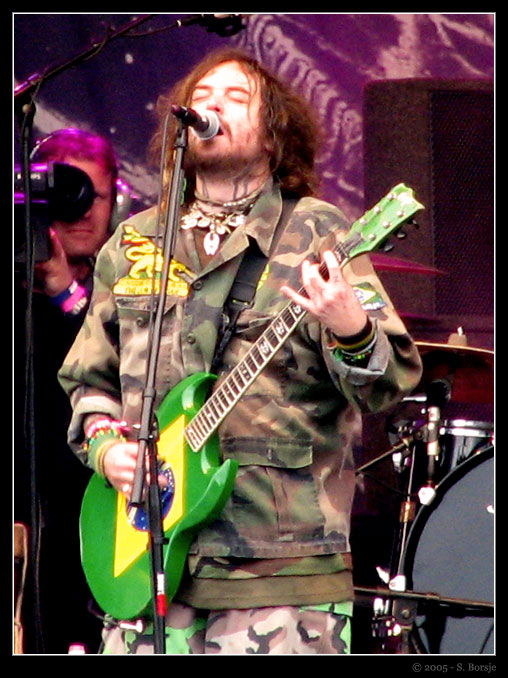
Metalzanger en gitarist Max Cavalera (1969)

- Vanderlei Eustáquio de Oliveira, "Palhinha" (1950-2023), voetballer
- Fernando Pimentel (1951), gouverneur van Minas Gerais[2]
- Antônio Carlos Cerezo, "Toninho Cerezo" (1955), voetballer
- Mário José dos Reis Emiliano, "Marinho" (1957), voetballer
- Valeska Soares (1957), installatiekunstenaar
- Max Cavalera (1969), metalzanger, componist, gitarist

### 1970–1979
- Igor Cavalera (1970), drummer
- Moacir Rodrigues Santos (1970-2024), voetballer
- Cristiano da Matta (1973), autocoureur
- Alex Mineiro (1975), voetballer
- Bruno Junqueira (1976), autocoureur
- Daniel de Oliveira (1977), acteur
- Ernani Pereira (1978), Azerbeidzjaans voetballer
- Débora Falabella (1979), actrice

### 1980–1989
- Afonso Alves (1981), voetballer
- Daniel Xavier (1982), boogschutter
- Marcelo Melo (1983), tennisser
- Nicolas Oliveira (1987), zwemmer

### 1990–1999

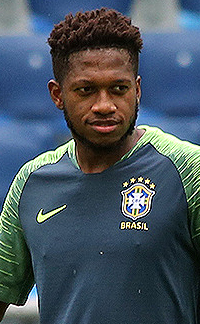
Voetballer Fred (1993)

- Bruno Henrique Pinto (1990), voetballer
- Juan Jesus (1991), voetballer
- Danilo Soares (1991), voetballer
- Bernard Anício Caldeira Duarte, "Bernard" (1992), voetballer
- Matheus Lima Magalhães (1992), voetballer (doelman)
- Frederico Rodrigues Santos, "Fred" (1993), voetballer
- Léo Bonatini (1994), voetballer
- Matheus Pereira (1996), voetballer
- Victor Alexander da Silva, "Vitinho" (1999), voetballer
- Fernando dos Santos Pedro, "Fernando" (1999), voetballer

### Vanaf 2000
- Arthur Augusto de Matos Soares, "Arthur" (2003), voetballer

## Overleden in Belo Horizonte
- Eustachius van Lieshout (1890-1943), Zaligverklaard Nederlands missionaris